# Carl Suck
Carl August Wilhelm Suck (geb. 1833 in Beeskow; gest. 2. September 1891 in Berlin) war ein deutscher Fotograf.

## Lebensweg

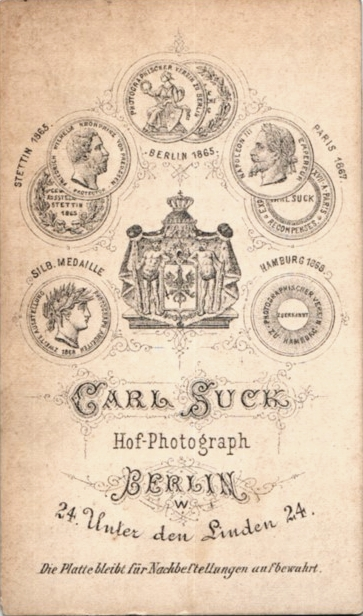
Verso einer Fotografie von Carl Suck

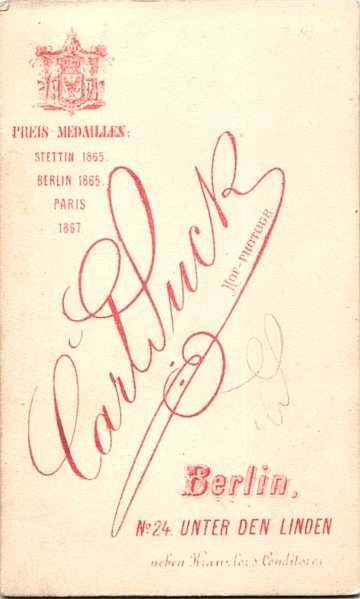
Verso einer Fotografie von Carl Suck

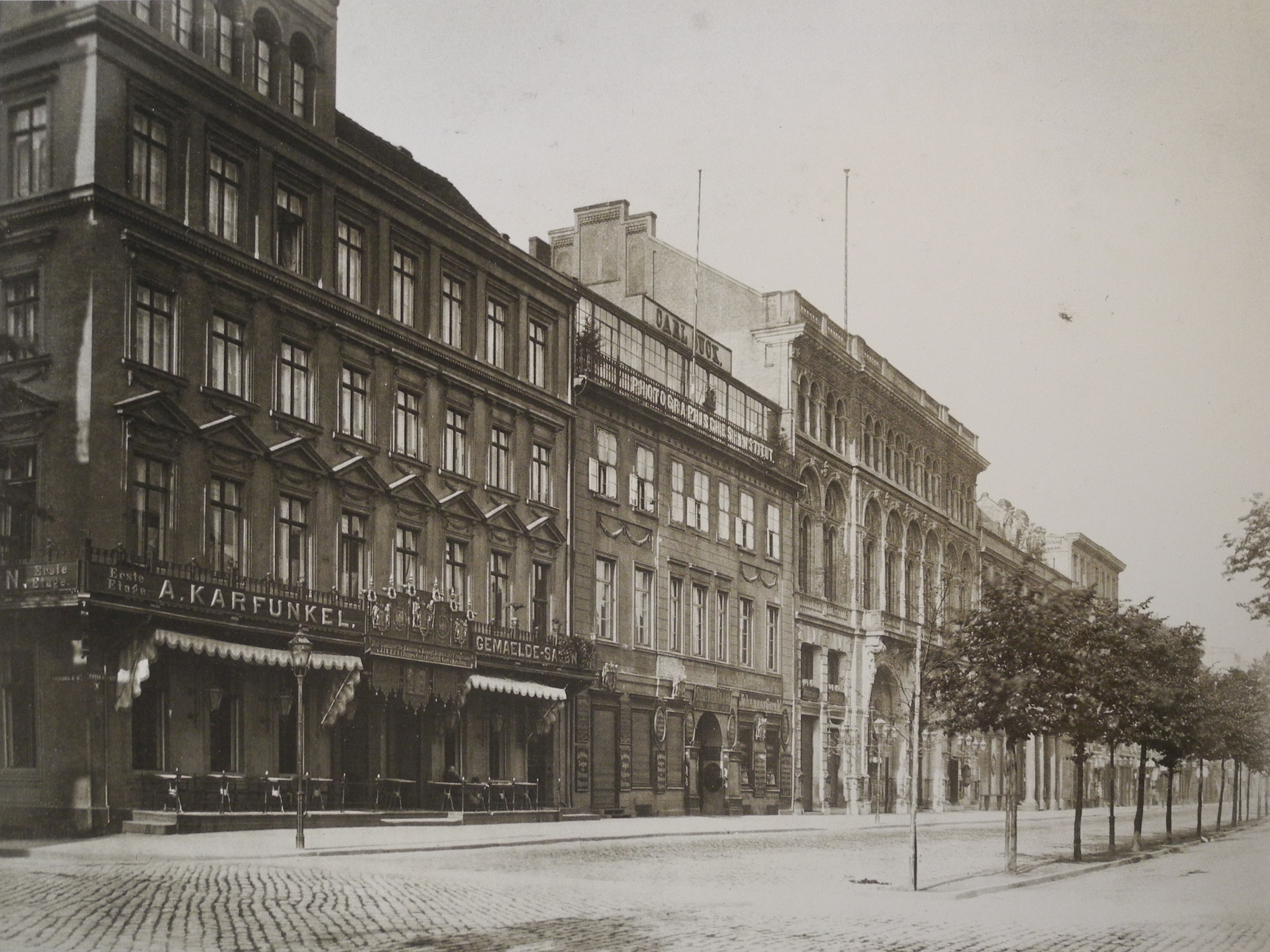
Berlin, 1879, Unter den Linden, Kranzler-Eck, Gerold-Haus und Passage. Auf dem Gerold-Haus, Unter den Linden 24, das Dach-Atelier des „Photographischen Instituts“ von Carl Suck. Fotografie von F. Albert Schwartz, 1879

Carl August Wilhelm Sucks Eltern waren Ernst August Suck (Lebensdaten unbekannt) und seine Ehefrau Wilhelmine, geb. Wilting, (1812–1894). Der Hofphotograph Oskar Suck (geb. 22. August 1845 in Berlin; gest. 16. Juli 1904 in Karlsruhe), Teilhaber des Ateliers Schultz & Suck in Karlsruhe, war Carl Sucks zwölf Jahre jüngerer Bruder.
Carl Suck heiratete am 21. März 1857 Luise Dorothee Charlotte Bäringer (geb. 1834 oder 1835, gest. 6. Mai 1885 in Berlin) in Berlin. Das Ehepaar hatte zwei Kinder; ihr Sohn Emil Carl Georg Eugen wurde am 11. Januar 1858, sein Bruder (Carl Eduard) Alfred Suck wurde am 24. Februar 1860, beide in Berlin, geboren. Der Kaufmann Alfred Suck wurde Hersteller und Händler photographischer Apparate und Bedarfsartikel.
Carl Suck eröffnete 1858 in der Friedrichstraße 73 ein fotografisches Atelier. Dieses Fotoatelier übernahm bereits zwei Jahre später, also 1860, der Fotograf F. Albert Schwartz.
Gemeinsam mit dem deutschen Maler und Fotografen Albert Schwendy (1820–1902) gründete Carl Suck am 1. Oktober 1860 das Fotoatelier Schwendy und Suck in Berlin Unter den Linden 24. Die beiden Berliner Hofphotographen betrieben ihr Studio von 1861 bis 1863 gemeinsam. Sie widmeten sich zunächst ausschließlich der Porträtfotografie. Ab 1863 gingen Suck und Schwendy getrennter Wege; Albert Schwendy eröffnete 1864 sein eigenes Fotoatelier in der Brüderstraße 2 und firmierte dort bis 1870 als „Maler und Hof-Photograph“. Carl Suck betrieb das Fotoatelier noch bis 1885 am selben Standort, Unter den Linden 24, weiter. 1868 zog das Atelier Carl Suck in die Kronenstraße 25 um und blieb dort bis 1890.
Als sich im Jahr 1869 der „Verein zur Förderung der Photographie“ vom „Photographischen Verein zu Berlin“ („deutschen Photographen-Verein“) abspaltete, blieb Carl Suck (zusammen mit Franz Stolze, Albrecht Meydenbauer, Ludwig Gustav Kleffel und anderen) beim „Photographischen Verein zu Berlin“, während Hermann Wilhelm Vogel, Theodor Prümm und andere zum neugegründeten „Verein zur Förderung der Photographie“ wechselten.
Anfang 1870 erlernte Carl Suck in Berlin das Photo-Litographie-Verfahren bei Max Gemoser aus München. Carl Suck hat sich auch um technische Verbesserungen in den fotografischen Verfahren gekümmert, zum Beispiel beim Ablösen der mit dem Fotonegativ belichteten Kollodium-Schicht von ihrem Träger, beispielsweise einer Glasplatte, bei der Verwendung eines uhrwerkgetriebenen Wenders beim Drucken abgetönter Bilder, bei der Herstellung von Diapositiven im Kohledruckverfahren oder bei der Durchsetzung des Kabinettformates bei Porträtfotos. Er entwickelte auch eine schwalbenschwanzförmige Verbindung zwischen Kamera und Stativ. Zusammen mit seinem Freund und Fotografenkollegen Paul Grundner (1852–1919) entwickelte Suck eine verbesserte Vorrichtung für die Herstellung von Gelatineplatten. Suck führte auch den verstellbaren Hintergrund für Studioaufnahmen ein.
Um 1873 beschäftigte Carl Suck sechs Mitarbeiter. Sein Atelier gehörte damit zu den größeren Fotobetrieben – 1867 kamen in Berlin auf 123 selbständige Fotografen 188 abhängig Beschäftigte; im Schnitt entfielen also auf jeden Fotounternehmer 1,52 Hilfskräfte. Eine am 14. Juni 1895 im Deutschen Reich durchgeführte Betriebszählung ergab, dass auch noch zu dieser Zeit fast die Hälfte aller Fotoateliers als Alleinbetriebe geführt wurden; etwa zwei Drittel aller Unternehmen waren Kleinbetriebe mit bis zu zwei Beschäftigten; weniger als ein Zehntel (nur 372 von 4589) der im Jahr 1895 erfassten Fotostudios im Deutschen Reich hatte sechs oder mehr Beschäftigte.
Im Jahr 1882 gab es neben der Hauptstelle Unter den Linden 24 eine Filiale des Fotoateliers Suck in der Rosenthaler Straße 45.
Carl Sucks Ehefrau Luise Dorothee Charlotte Suck, geb. Bäringer, starb am 6. Mai 1885 in Berlin im Alter von 55 Jahren.
Von 1886 bis 1890 hatte Carl Suck sein Atelier in der Kronenstraße 25. In seinem Todesjahr 1891 befand sich Sucks Fotostudio in der Simeonstraße 21.
Ab 1888 erschien Carl Suck in den Berliner Adressbüchern auch als „gerichtlich vereidigter Sachverständiger beim Königlichen Land- und Amtsgericht I.“
Carl Suck gründete im Jahr 1889, zusammen mit Julius Cornelius Schaarwächter und Adolf Miethe, die „Vereinigung praktischer Photographen“.
Der in Braunschweig geborene, im dänischen Aalborg tätige Fotograf Heinrich Tønnies (1825–1903) war mit Carl Suck näher bekannt.
Carl Suck starb im Alter von 58 Jahren am 2. September 1891 in Berlin an einer Nierenkrankheit.
Sein Sohn, der Kaufmann Alfred Suck, betrieb im Jahr 1892 mit Paul Belgard eine „Fabrikation und Handlung photographischer Apparate und Bedarfsartikel“ unter der Firma Alfred Suck & Co. in der Ritterstraße 61. Bereits 1893 wurde die Gesellschaft mit Paul Belgard wieder aufgelöst und Alfred Suck setzte das Geschäft allein fort. Im Frühjahr 1895 wurde diese Firma zahlungsunfähig und meldete Insolvenz an.

## Auszeichnungen
- Medaille der internationalen photographischen Ausstellung in Berlin des Photographischen Vereins zu Berlin 1865 (für Landschaften und Porträts);[32]
- Bronze-Medaille auf der Weltausstellung Paris 1867 (Porträts und architektonische Zeichnungen);[33]
- Silberne Medaille, Dritte Ausstellung für photographische Arbeiten, Hamburg 1868 (für Porträts);[34]
- Weltausstellung Wien 1873: Anerkennungsdiplom (Portraits und Landschaften)[35]